# سيدني هربرت تومسون
سيدني هربرت تومسون هو سياسي كندي، ولد في 23 سبتمبر 1920 في كندا، وتوفي في 26 نوفمبر 1997 في كيلونا في كندا. حزبياً، نشط في Social Credit Party of Canada ‏. وقد انتخب عضو مجلس العموم الكندي.